# Bălțătești
Bălțătești is een Roemeense gemeente in het district Neamț.

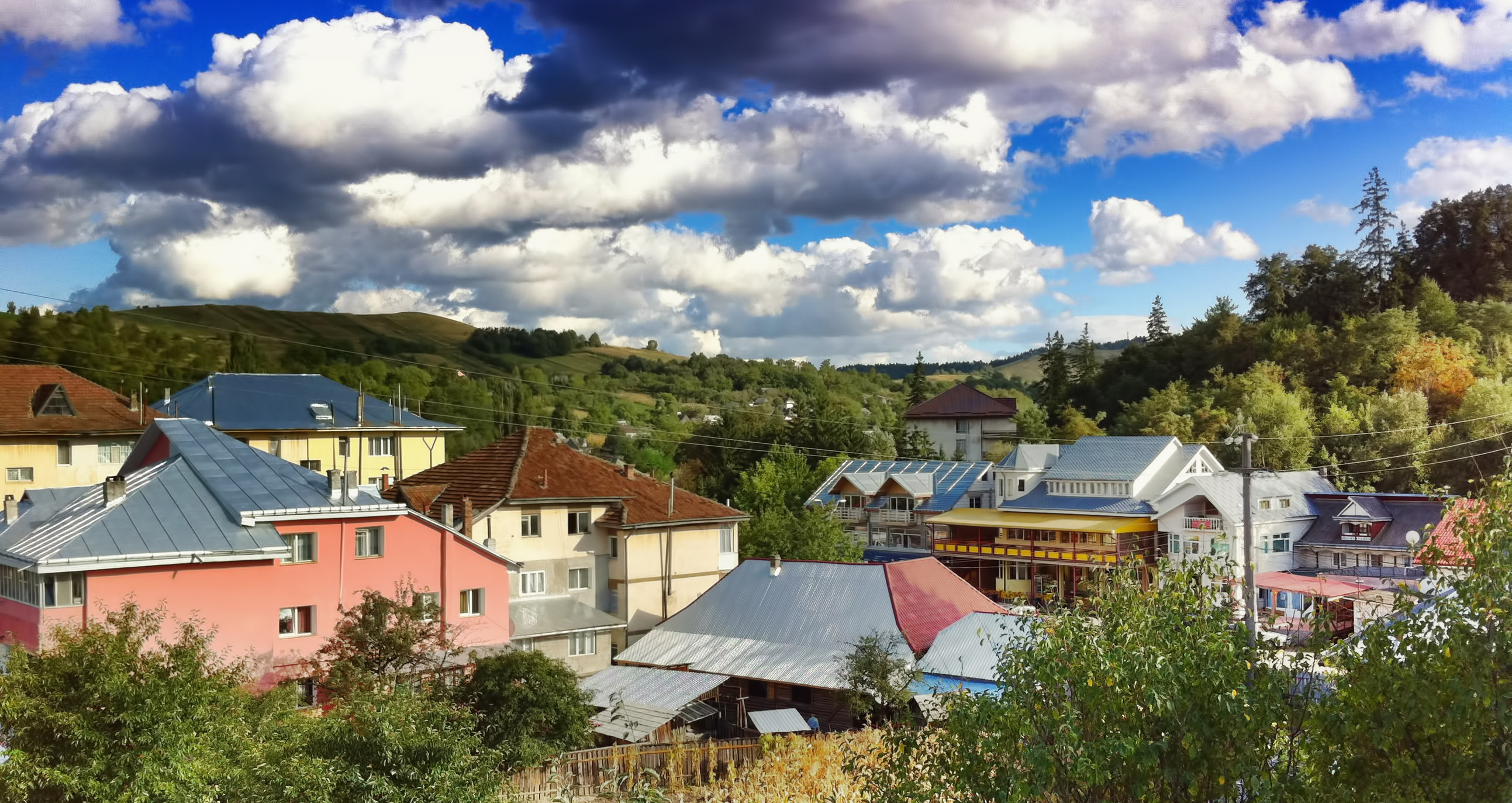
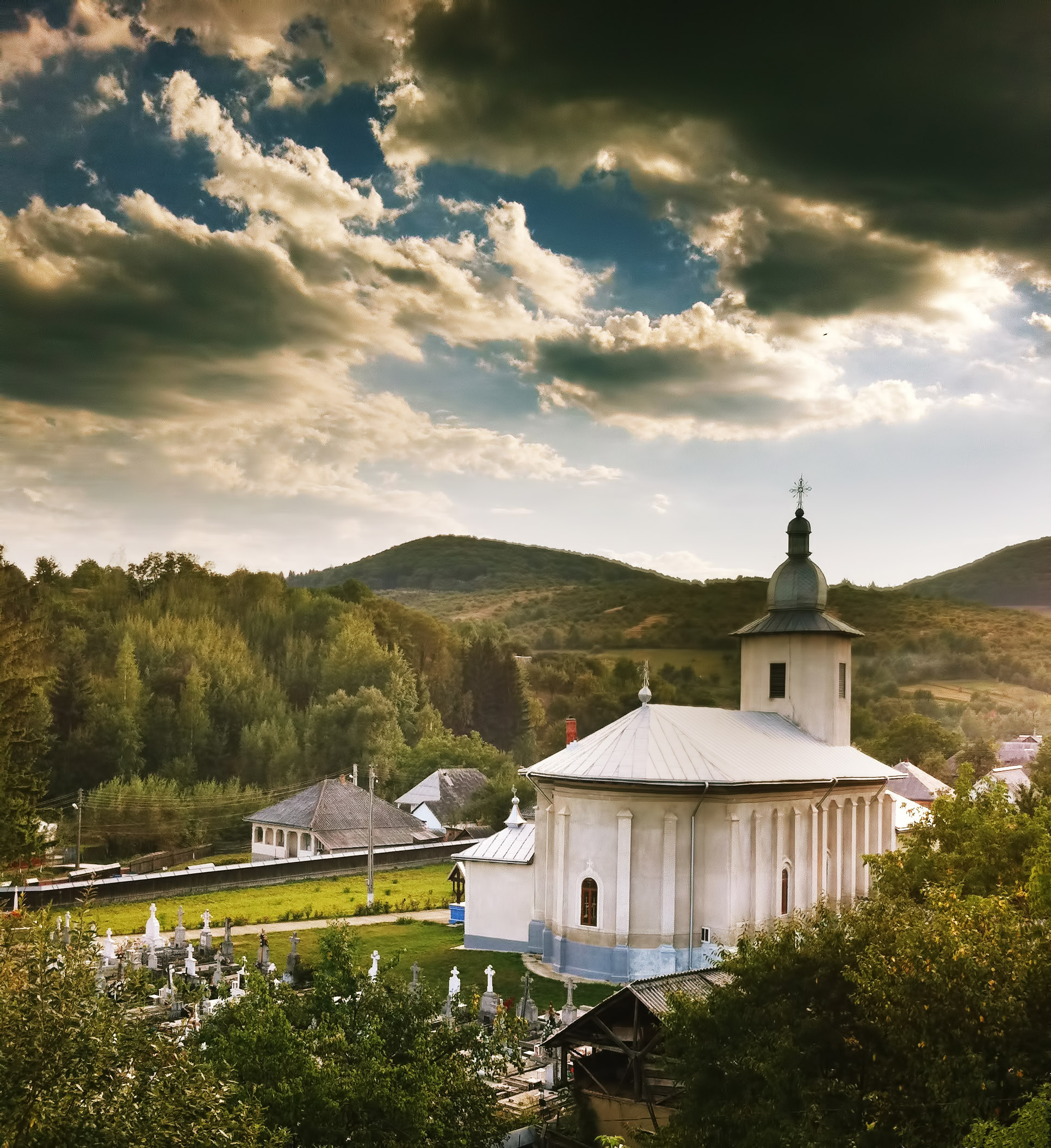
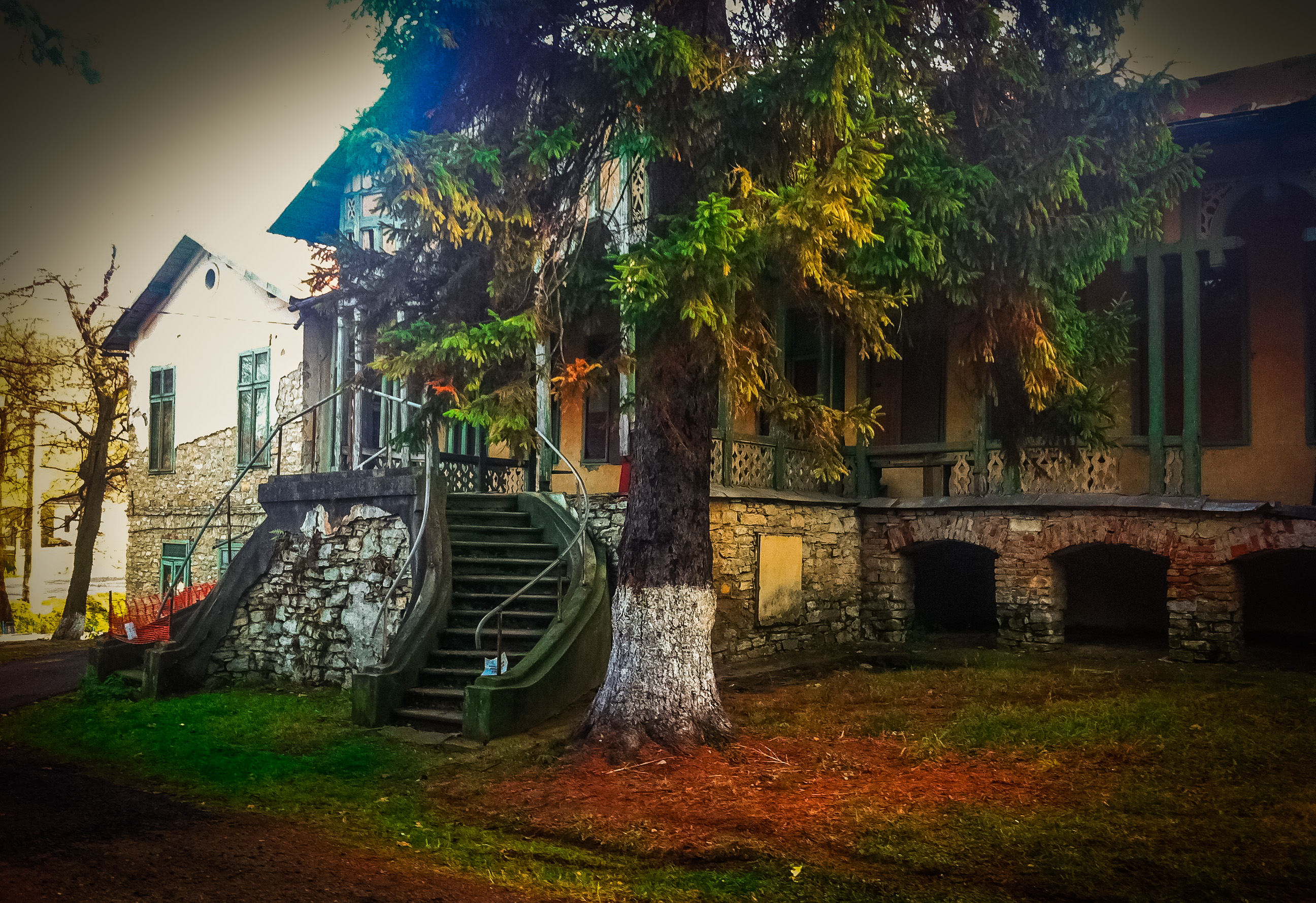

Bălțătești telt 4410 inwoners.